# Chorasan Północny
Chorasan Północny (pers. ‏‏استان خراسان شمالی‎) – ostan w północno-wschodnim Iranie. Stolicą jest Bodżnurd.
- powierzchnia: 28 434,3 km²
- ludność: 867 727 (spis 2011)